# جيني جون
جيني جون (بالإنجليزية: Jennie June)‏ هي كاتبة سير ذاتية وكاتِبة أمريكية، (ولدت في كونيتيكت في الولايات المتحدة 1874  م).